# Charles Cavendish-Bentinck
Pour les articles homonymes, voir Charles Bentinck et Cavendish-Bentinck.
Charles William Frederick Cavendish-Bentinck (8 novembre 1817 - 17 août 1865) est un membre du clergé de l'Église d'Angleterre, vivant dans le Bedfordshire, et un arrière-grand-père de la reine Élisabeth II.
Il a utilisé ses noms dans l'ordre William Charles Frederick Cavendish-Bentinck, et sa signature habituelle était "WCC Bentinck".

## Biographie
Né à Kensington, il est le fils aîné du lieutenant-colonel Lord Charles Bentinck et d'Anne Wellesley, anciennement Lady Abdy. Il a un frère cadet, Arthur Cavendish Bentinck, et deux sœurs, Anne et Emily.
À leur naissance, Bentinck ou son frère ne semblaient avoir qu'une possibilité lointaine d'accéder aux titres de la famille, car le frère aîné de leur père, le 4e duc de Portland, avait déjà plusieurs fils et leur père avait un autre frère aîné, Lord William Bentinck (1774–1839). Il fait ses études au Merton College, à Oxford, où son grand-père paternel, le 3e duc, a été chancelier, immatriculé le 1er juin 1837, puis à New Inn Hall, à Oxford, tandis que son frère décide de poursuivre une carrière militaire. Bentinck obtient finalement le diplôme de Bachelor of Arts en 1845, et un Master of Arts en 1846.
Le 26 septembre 1839, alors qu'il est encore étudiant à Oxford, à St George's Hanover Square, Bentinck épouse Sinetta Lambourne, fille de James Lambourne, un marchand de chevaux qui prétend être le fondateur de Summertown, Oxford, où il vivait, et de sa femme Sinetta Smith, gitane . Bentinck a indiqué son adresse comme Brook Street, tandis que Sinetta a donné la sienne comme Southwick Street, Paddington. Ils ont bientôt deux fils, mais tous deux moururent en bas âge:
- Charles William Cavendish Bentinck, né en 1840, décédé à 19 jours.
- Charles Cavendish Bentinck, né en 1841, décédé en 1842.

La cause du décès des deux enfants était des "convulsions", et tous deux ont été enterrés au cimetière All Souls, Kensal Green, où Sinetta Lambourne (anciennement Smith) est également enterrée.
Après avoir obtenu son diplôme, Bentinck confirme son intention de devenir pasteur de l'Église d'Angleterre et est nommé vicaire de Husborne Crawley, Bedfordshire, bénéficiaire du don de Francis Russell (7e duc de Bedford). Le 23 novembre 1849, le duc de Bedford le nomme également vicaire de Ridgmont, Bedfordshire. Dans les deux paroisses, il est connu sous le nom de William Charles Cavendish Bentinck.
La possibilité que Bentinck devienne duc de Portland augmentait, car son oncle William Bentinck (4e duc de Portland) meurt le 27 mars 1854 et ses quatre fils sont célibataires ou morts. L'aîné, William Cavendish-Scott-Bentinck, est décédé en 1824, et Lord George le 21 septembre 1848. L'excentrique Lord William (qui succède à son père comme 5e duc de Portland) et le plus jeune fils, Lord Henry, sont tous deux restés célibataires. Bentinck lui-même est l'héritier suivant après Lord Henry, mais il est également sans enfant à l'époque: sa femme Sinetta est décédée à Ampthill le 19 février 1850, de mésentère  laissant Bentinck veuf et sans enfant survivant.
Le 13 décembre 1859, Bentinck se remarie avec Caroline Louisa Burnaby, une fille d'Edwyn Burnaby, de la gentry terrienne et d'Anne Caroline Salisbury. Elle lui a donné trois filles:
- Cecilia Nina Cavendish-Bentinck (1862–1938)
- Ann Violet Cavendish-Bentinck (1864 - 5 mai 1932)
- Hyacinth Sinetta Cavendish-Bentinck (1864 - 9 décembre 1916), qui épouse Augustus Edward Jessop

Bentinck est mort le 17 août 1865, à l'âge de 47 ans, à Ridgmont, et est enterré à Croxton, Cambridgeshire. Son cousin Lord Henry William est mort le 31 décembre 1870, et le 5e duc a suivi le 6 décembre 1879. Ainsi, le duc suivant est le neveu de Bentinck, William Cavendish-Bentinck, un fils du lieutenant-général Arthur Cavendish Bentinck, le frère cadet de Bentinck, décédé en 1877.
En 1881, la fille de Bentinck, Nina Cecilia, épouse Claude Bowes-Lyon, 14e comte de Strathmore et Kinghorne, et est la mère d'Elizabeth Bowes-Lyon (1900-2002) et la grand-mère de la reine Élisabeth II.